# El Apóstol

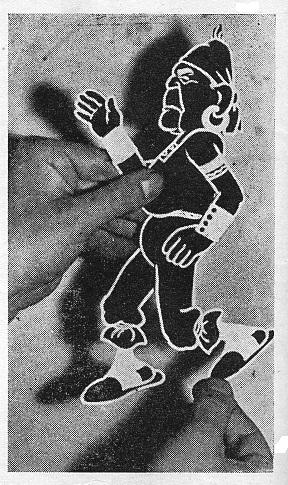

El Apóstol (în spaniolă, cu sensul de: „Apostolul”) este un film de animație argentinian din 1917. Este considerat ca fiind primul film de animație din lume. A fost scris și regizat de Quirino Cristiani și este format dintr-un total de 58.000 de cadre care, rulând la 14 cadre pe secundă, fac ca durata acestui film să fie de 70 de minute. Filmul este o satiră: președintele Hipólito Yrigoyen urcă la ceruri pentru a folosi fulgerele lui Jupiter pentru a curăța orașul Buenos Aires de imoralitate și corupție. Rezultatul este un oraș în flăcări. 
El Apóstol este considerat film pierdut.